# نیک ولتمید
نیک ولتمید (آلمانی: Nick Woltemade؛ ۱۴ فوریه ۲۰۰۲) بازیکن فوتبال اهل آلمان است که برای باشگاه فوتبال اشتوتگارت در پست مهاجم بازی می‌کند.

## افتخارات

### باشگاهی
اشتوتگارت
- جام حذفی فوتبال آلمان(۱): ۲۵–۲۰۲۴